# Piotr Uklański

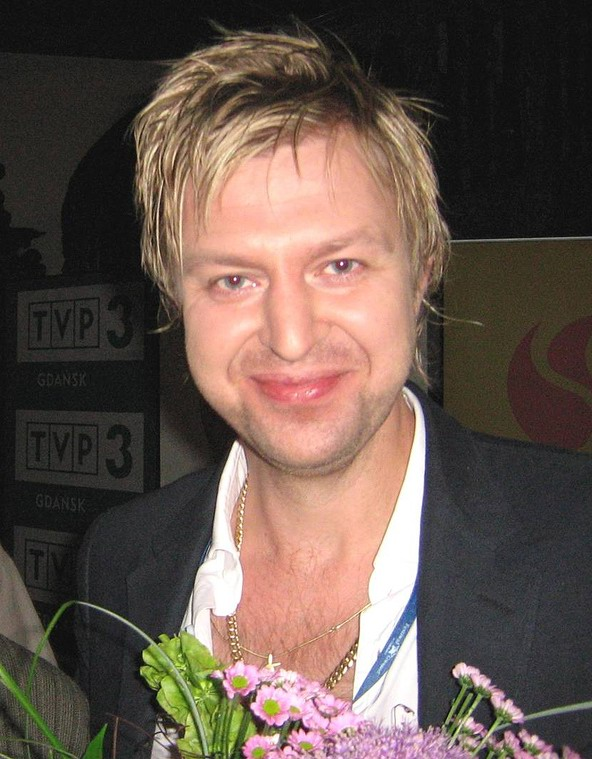
Uklanski Piotr (2007)

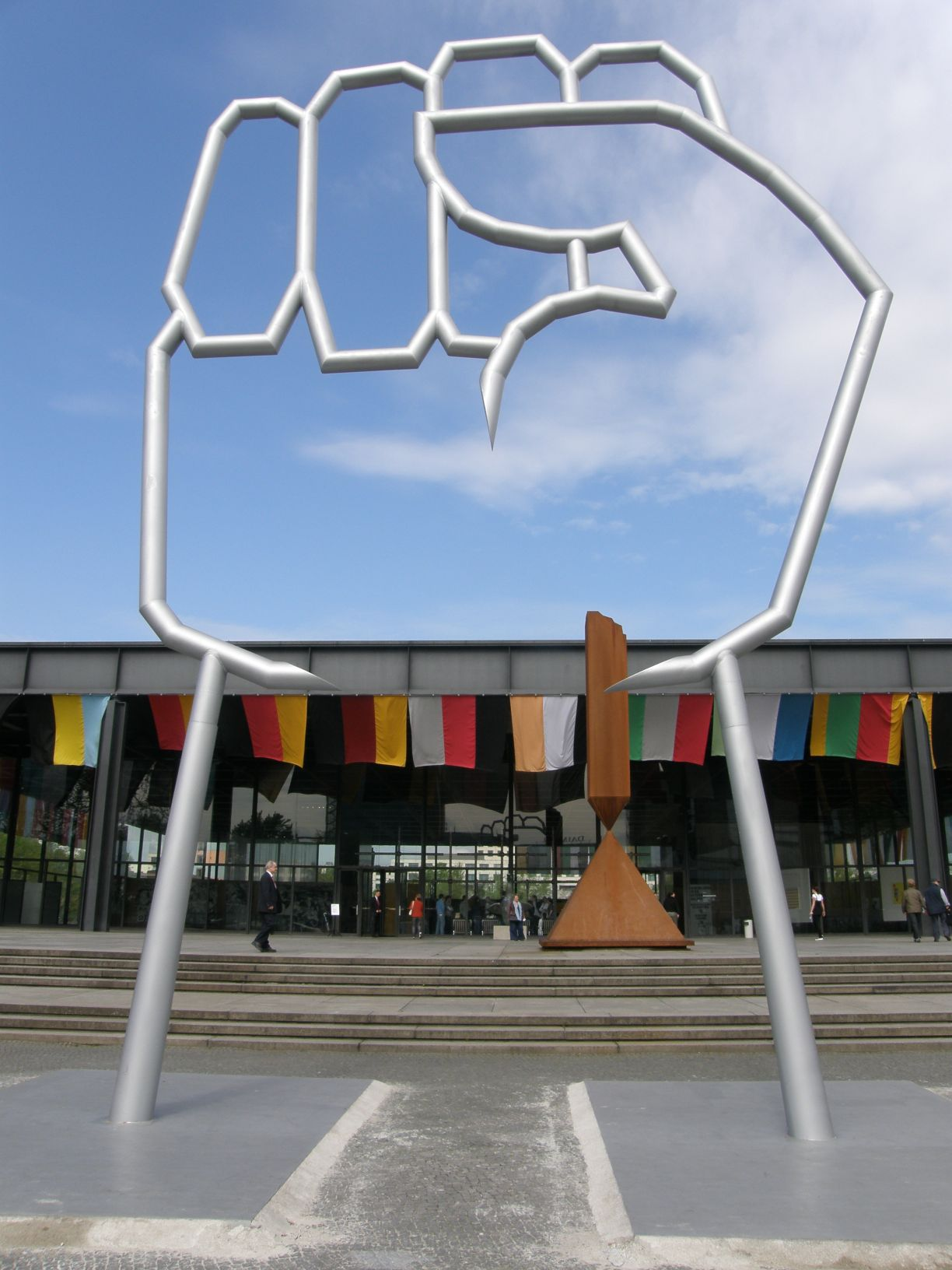
Piotr Uklanski - Untitled (Fist)

Piotr Uklański (* 1968 in Warschau) ist ein polnischer Fotograf, Video- und Installationskünstler.

## Leben und Werk
Piotr Uklański studierte Malerei an der Akademie der Bildenden Künste Warschau und ab 1990 Fotografie an der Cooper Union. Er war Mitte der 1990er Jahre Teil der New Yorker Kunstszene.
Uklański ist bekannt für die Projekte Untitled (Dance Floor) (1996), Untitled (The Nazis) (1998), The Joy of Photography (1997–2007), Untitled (John Paul II), Polmart (2007)  und Real Nazis (2017). Seine Hauptthemen sind Körper, Sexualität, Politik und die Popkultur. Er ist Autor und Regisseur des Films Summer Love (2006).

## Ausstellungen (Auswahl)

### Einzelausstellungen
- 2004: Piotr Uklański – Earth, Wind and Fire, Kunsthalle Basel, Basel
- 2007: A Retrospective, Wiener Secession, Wien
- 2011: Discharge!, Gagosian Gallery, New York
- 2012: Forty and Four Galeria Zachęta, Warschau

### Gruppenausstellungen
- 1998: Manifesta 2, Luxemburg
- 2003: Biennale di Venezia, Venezia
- 2004: Biennale von São Paulo, São Paulo
- 2008: 5. Berlin Biennale, Berlin
- 2010: Whitney Biennial, New York
- 2017: documenta 14, Kassel und Athen